# کوستیکا دافینیو
کوستیکا دافینیو (انگلیسی: Costică Dafinoiu؛ زادهٔ ۶ فوریهٔ ۱۹۵۴ – ۸ ژوئن ۲۰۲۲) ورزشکار بوکس اهل رومانی بود.
وی در مسابقات کشوری و بین‌المللی در مجموع برندهٔ ۱ مدال برنز شده‌است.